# Disney Springs

Logo del Disney Springs

Disney Springs, precedentemente noto come Lake Buena Vista Shopping Village (1975-1977), Walt Disney World Village (1977-1989), Disney Village Marketplace (1989-1997) e Downtown Disney (1997-2015), è un complesso di negozi, ristoranti ed altri locali per l'intrattenimento, di proprietà della Walt Disney Company, inaugurato il 22 marzo 1975 e situato presso il Walt Disney World Resort a Lake Buena Vista, Florida negli Stati Uniti d'America.

## Il complesso

### Aree
Il complesso di 120 acri comprende quattro aree distinte:

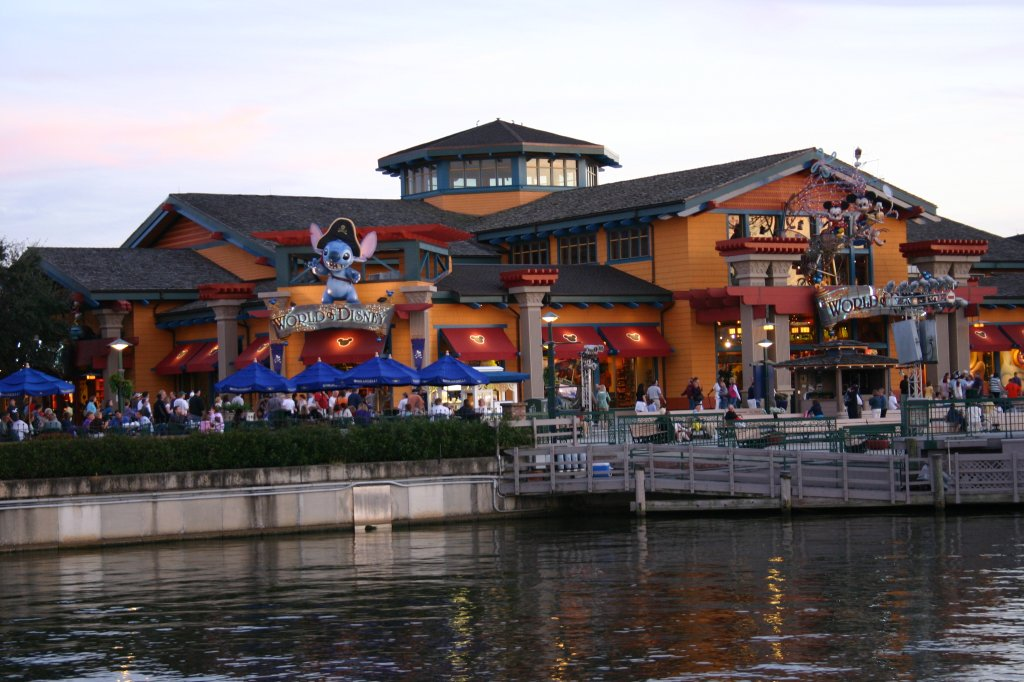
Una parte dell'area Marketplace.

#### Marketplace
Un complesso con ristoranti e negozi tra i quali:
- Earl of Sandwich
- T-Rex Cafe
- LEGO Imagination Center
- World of Disney
- Once Upon A Toy
- Ghirardelli Soda Fountain & Chocolate Shop
- Fulton's Crabhouse
- Rainforest Cafe
- Cap'n Jack's Marina, che offre il noleggio di barche

#### The Landing

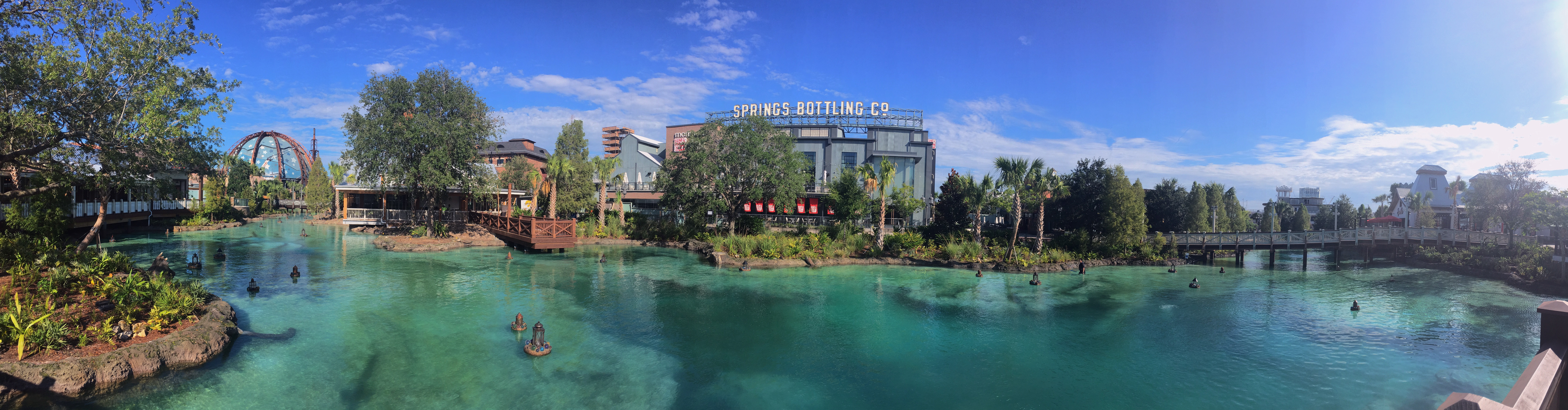
Una foto panoramica di Disney Springs che mostra l'area The Landing scattata da Town Center.

Un complesso precedentemente conosciuto come Pleasure Island, che comprendeva vari night club in seguito chiusi e sostituiti da ristoranti e negozi, tra i quali:
- Jock Lindsey's Hangar Bar, un ristorante basato sul personaggio dei film di Indiana Jones
- The Boathouse, che funge da porto per le automobili anfibie che offrono crociere sul lago Buena Vista

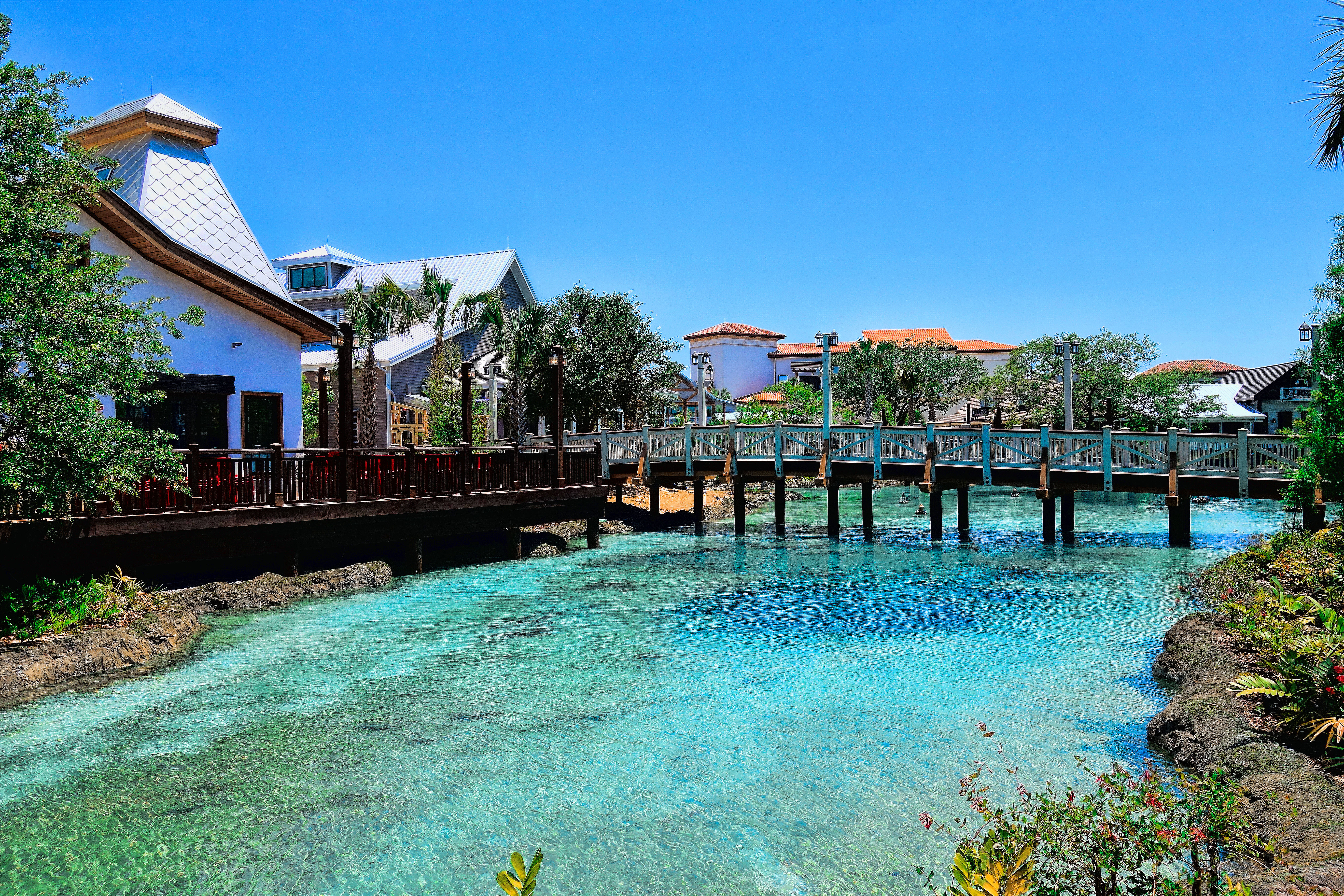
Una parte dell'area Town Center.

#### Town Center
Quest'area ha aperto nel 2016 ed è stata costruita su un'area di ex parcheggi, comprende vari negozi tra i quali:

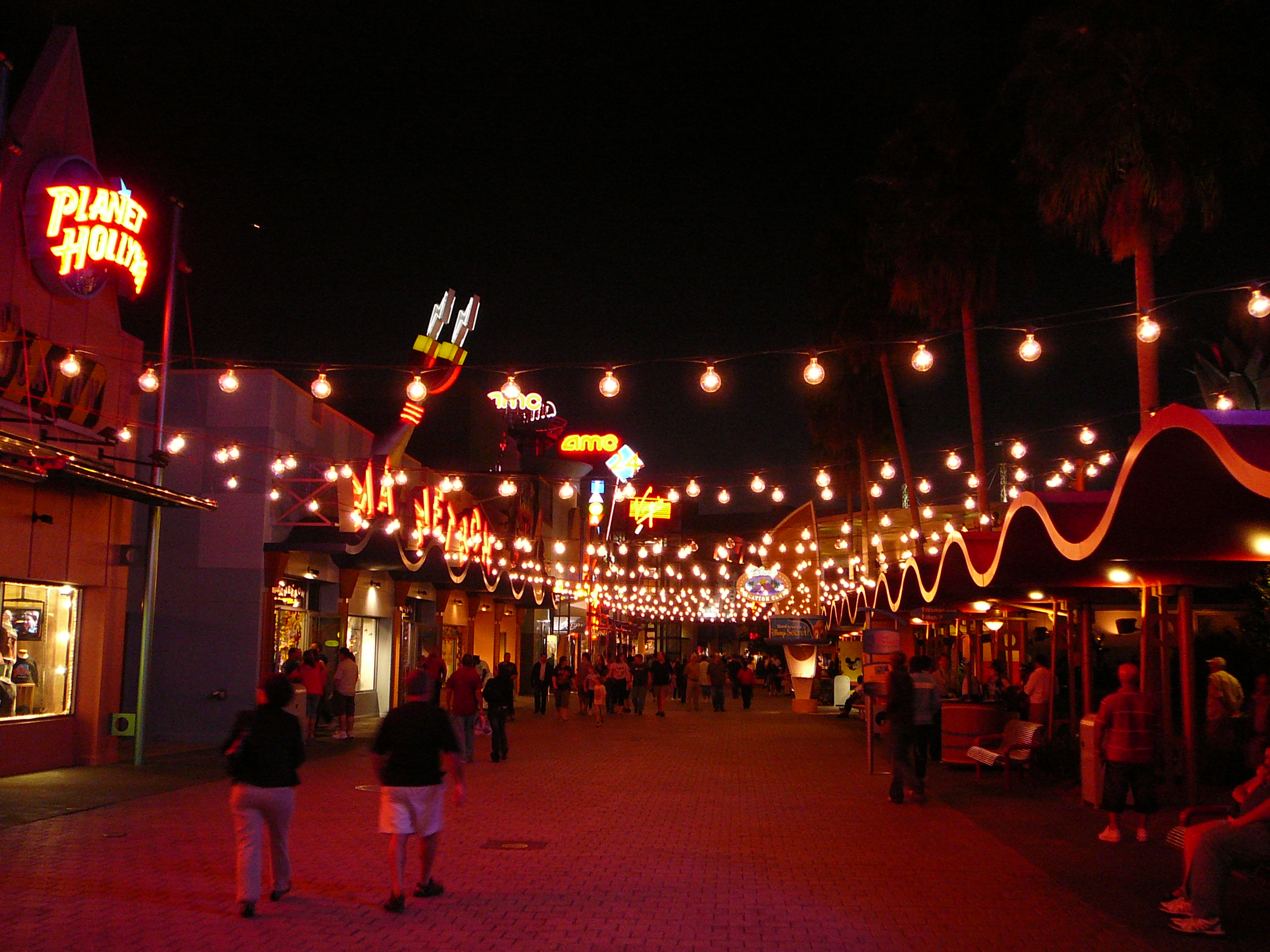
Un'immagine notturna dell'area West Side.

- Anthropologie
- Uniqlo
- Sephora
- L'Occitane en Provence
- Pandora
- UGG
- Johnston & Murphy
- ZARA
- Kate Spade
- Trophy Room

#### West Side
Un complesso di locali, cinema e ristoranti tra i quali:
- Virgin Megastore
- AMC Disney Springs 24, un cinema multisala con 24 sale
- Un teatro con uno show del Cirque du Soleil, precedentemente La Nouba, presto sostituito da un nuovo spettacolo che debutterà il 18 aprile 2020[4][5]
- The NBA Experience
- House of Blues, ristorante con sala per spettacoli
- Planet Hollywood
- Wolfgang Puck Cafè
- Bongos Cuban Cafè